# Quimosina

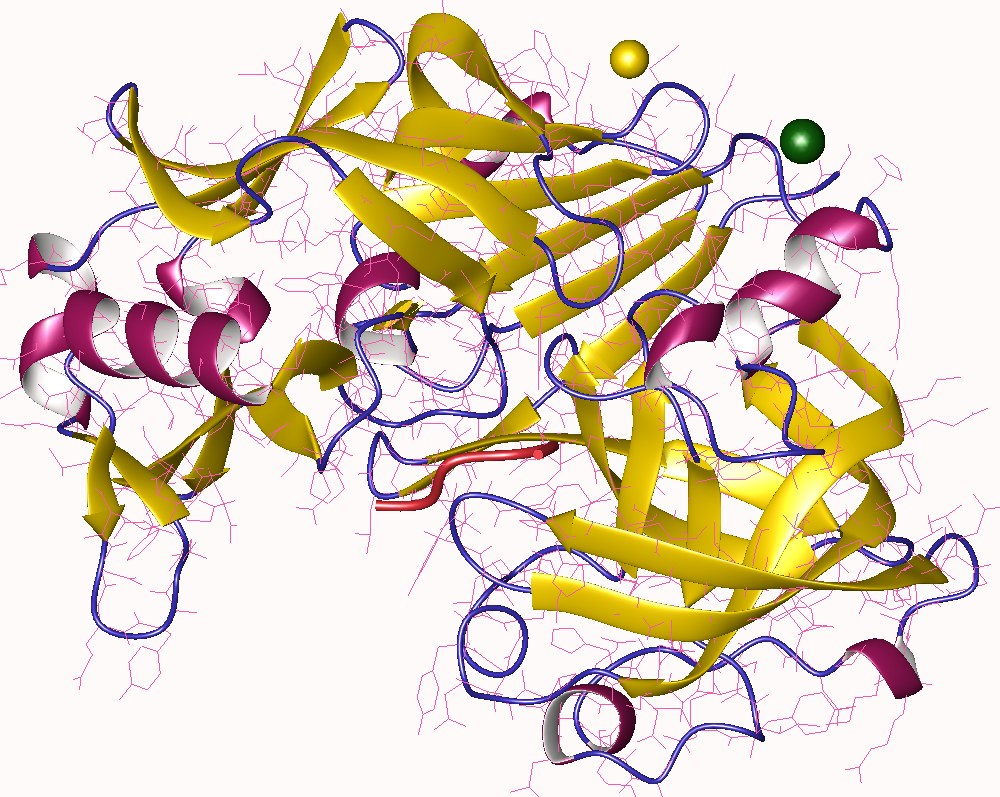
Quimosina, Bos taurus

A renina ou quimosina, é uma enzima protease que contém 323 resíduos de aminoácidos com três pontes de dissulfito, que adicionada ao leite produz a primeira etapa de formação do queijo ou para a formação do  "junket" (espécie de coalhada fresca com sal ou sobremesa de leite coagulado e aromatizado). A enzima converte partículas de caseinato de cálcio do leite no relativamente insolúvel paracaseinato de cálcio, que na presença de íons cálcio coagula para dar forma a um produto coagulado denominado "coalho". Contudo, de acordo com o engenheiro de alimentos Luiz Eduardo de Carvalho, professor da UFRJ (Universidade Federal do Rio de Janeiro), esse é um método de fabricação muito antigo e que atualmente a fabricação de queijos utiliza bactérias transgênicas, criadas para funcionar como "usinas" produtoras de quimosina. O engenheiro ressalta ainda que também as enzimas colocadas na farinha de panificação são produzidas assim.
A fonte tradicional de renina é o abomaso (ou coagulador, quarto estômago dos ruminantes)  de bezerros  lactentes (que ainda dependem para a sua sobrevivência do leite materno) ou de outros ruminantes jovens. Os bezerros recém-nascidos e outros ruminantes produzem no estômago a renina para coagular o leite ingerido produzindo uma massa semilíquida, que permite aumentar o tempo de permanência do leite no organismo. Caso contrário, o leite fluiria pelo sistema digestivo restante  produzindo diarreia. Com o tempo a quantidade de renina diminui, sendo substituída pela pepsina, permitindo o desmame do filhote.
No Brasil, encontramos queijos elaborados por coalhos elaborados a partir de estômagos de bovinos adultos e suínos, praticamente não existindo a produção de coalho de vitelo.
Na década de 1960 a FAO (Instituição da organização das Nações Unidas para Alimentação e Agricultura) elaborou um estudo prevendo a escassez de coalho de vitelo, devido à maior demanda por carne e menor matança de vitelos, como consequência menor disponibilidade de coalhos de vitelos.
É também possível produzir a renina a partir de fungos. Atualmente, a maioria da renina comercial é produzida a partir de leveduras (fungos unicelulares) ou bactérias geneticamente modificadas, permitindo a produção de um queijo considerado lacto-vegetariano. Acredita-se que a renina produzida deste modo rende um queijo de consistência e com qualidade superior do que aquele produzido a partir da renina animal tradicional. Um substituto da renina é a enzima cinarase existente na cynara (proveniente do cardo selvagem) usada na produção de um queijo tradicional em torno do Mediterrâneo. 
A renina ou quimosina industrial é classificada pela IUBMB (União Internacional de Bioquímica e Biologia Molecular) como uma protease do tipo aspartil endopeptidase com o número de identificação EC 3.4.23.4